# Облепиховое масло

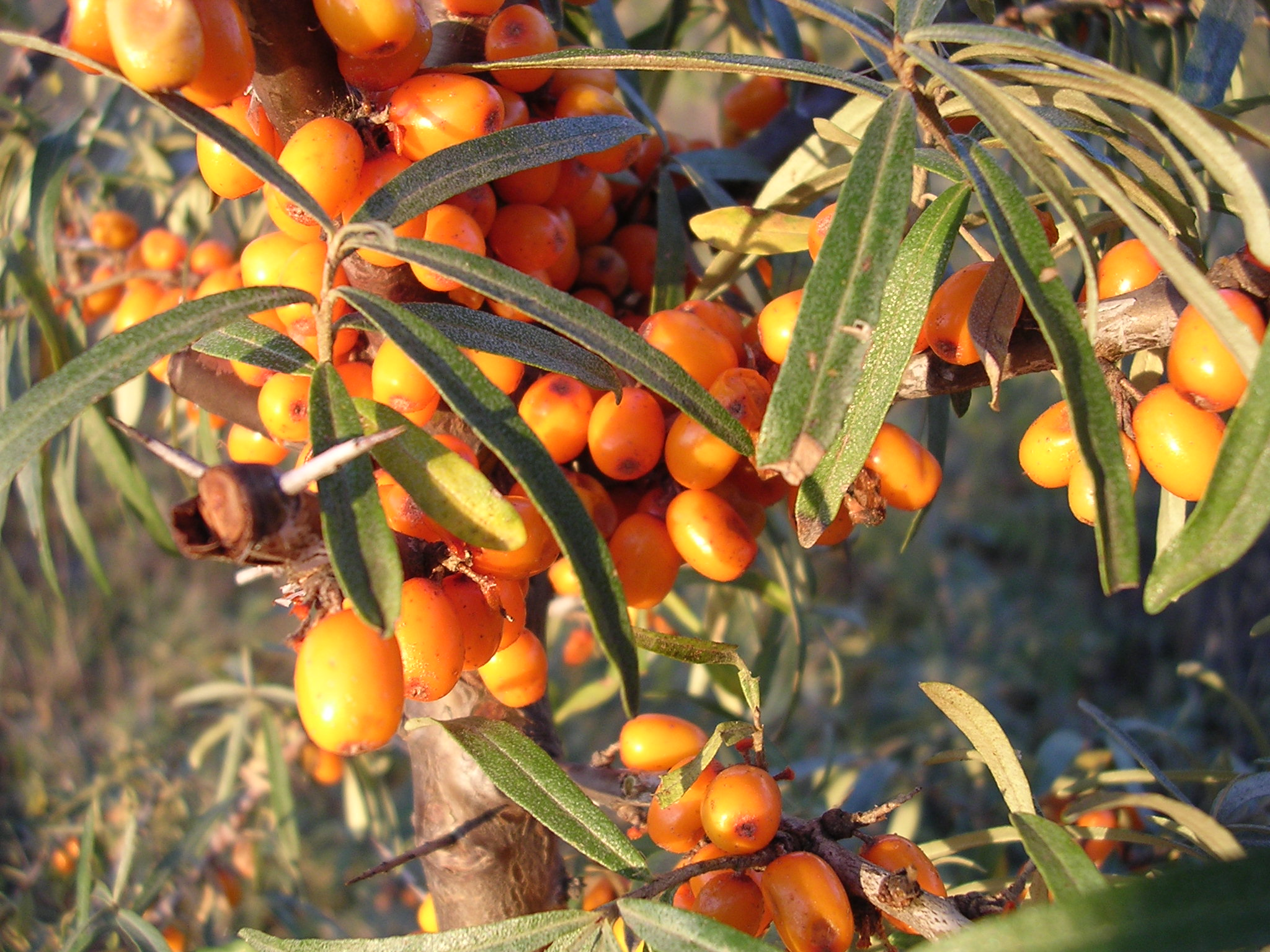
Плоды облепихи

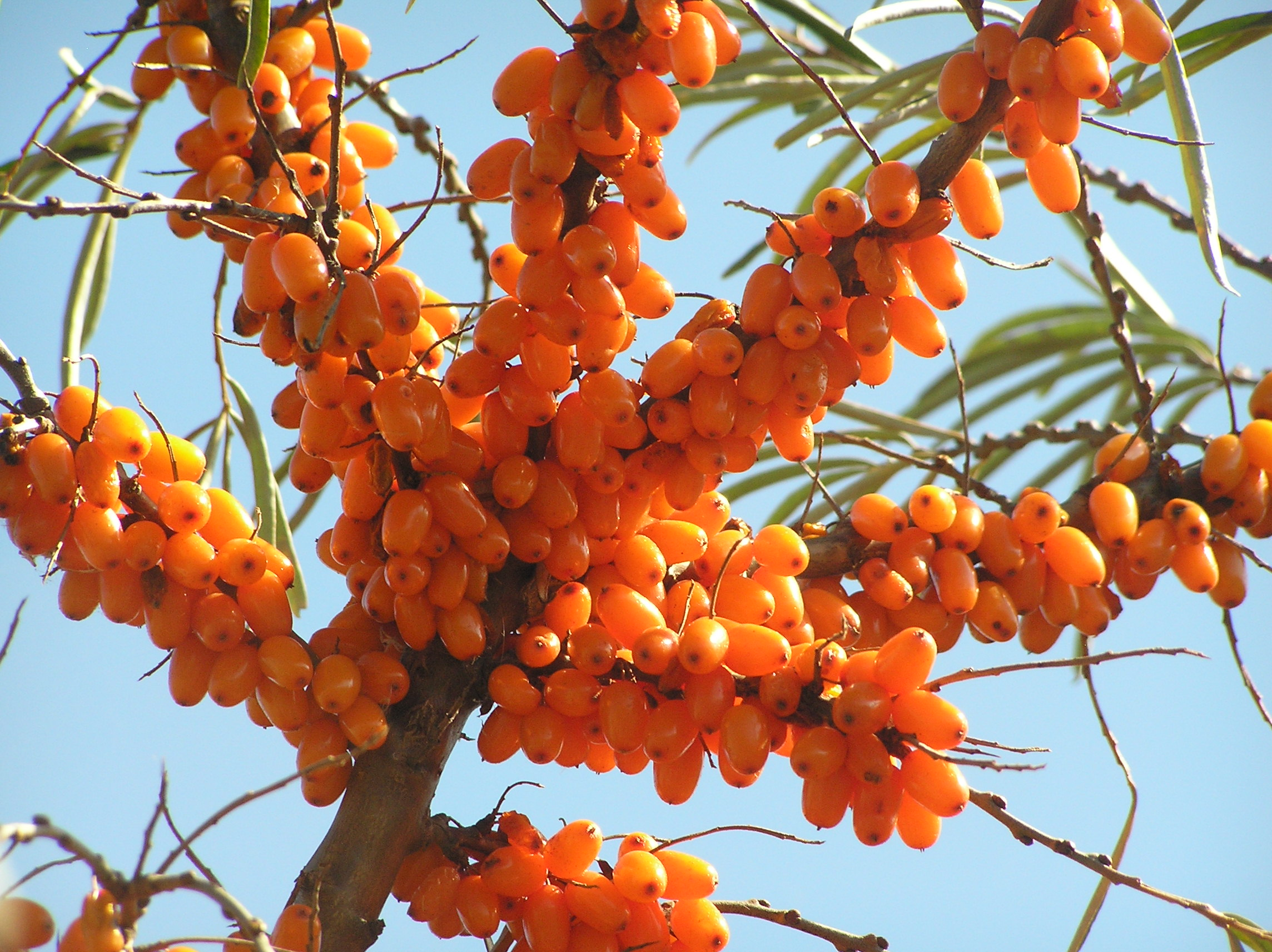
Ягоды облепихи

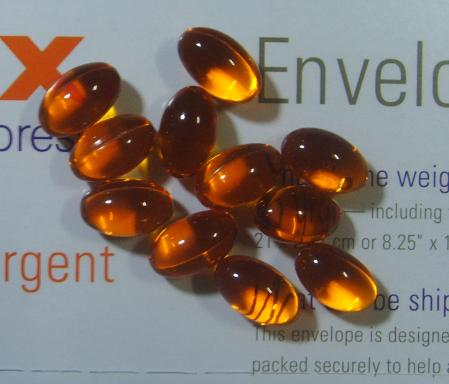
Облепиховое масло в капсулах

Облепиховое масло (лат. Oleum Hippophaes) — масло из плодов облепихи. Облепиховое масло получают несколькими способами, включая экстракцию химическими растворителями, мацерацию высушенных мякоти и кожицы плодов облепихи при помощи других растительных масел (подсолнечного, оливкового), экстракцию сжиженным углекислым газом, центрифугирование сока плодов облепихи и т. д.

## Внешний вид и химический состав
Маслянистая, оранжево-красного цвета жидкость с характерным запахом и вкусом. Чистое (полученное без применения других растительных масел и не разбавленное ими после получения) облепиховое масло содержит сумму каротиноидов от 300 до 1000 и более мг/100 г, токоферолы, стерины, фосфолипиды, витамин K, а также глицериды олеиновой, линолевой, пальмитолеиновой, пальмитиновой и стеариновой кислот. В СССР для фармацевтических целей использовалось масло с суммой каротиноидов не менее 180 мг/100 г. Для получения такого масла чистое облепиховое масло (которое также называли концентратом облепихового масла) разбавлялось (нормализовывалось) другими растительными маслами (преимущественно подсолнечным) до нужных параметров.
В настоящее время в розничной торговле (в частности, в аптеках) под названием «облепиховое масло» предлагаются главным образом такие смеси облепихового масла с другими растительными маслами, где содержание собственно облепихового масла может составлять 5—10 % (сумма каротиноидов — от 10—20 до 50—60 мг на 100 г). Ввиду присутствия большого количества посторонних масел лечебная ценность таких смесей сильно снижается как при наружном, так и при внутреннем употреблении.
Характерным признаком облепихового масла с достаточно высокой суммой каротиноидов и лечебными свойствами является темно-оранжевый цвет и густая консистенция (в холодильнике такое масло загустевает до консистенции геля). Необходимо также обращать внимание на сумму каротиноидов, указанную на упаковке (должна быть от 180 и выше).

## Применение в медицине
Используется в азиатской и русской народной медицине. В нескольких странах Восточной Азии масло из мякоти плодов наносят на ожоги кожи.
Официальной медициной облепиховое масло ранее рекомендовалось как противовоспалительное и антибактериальное средство. Считалось, что оно стимулирует восстановительные процессы в мягких тканях, в том числе в печёночных клетках после алкогольной интоксикации, увеличивает содержание белка в печени, регулирует обмен жиров, препятствует развитию атеросклероза, оказывает болеутоляющее и ранозаживляющее действие. Применялось для лечения кожных заболеваний, экземы, ожогов, пролежней, язвенной болезни желудочно-кишечного тракта, гастрита, дуоденита, воспаления пульпы зубов и дёсен, гайморита и тонзиллита.
По состоянию на 2022 год клинические исследования не дали высококачественных доказательств того, что облепиховое масло эффективно при лечении каких-либо заболеваний.

## Применение в косметологии
Облепиховое масло используется при выпадении волос и облысении, а также для ухода за кожей и ногтями.
Масло облепихи также используют в косметологии, в том числе для процедур по уходу за лицом.
Так как в облепиховом масле содержится большое количество каротиноидов, придающих ему ярко-оранжевый цвет, наносить его на кожу лица следует с осторожностью.